# Kranker Mann am Bosporus

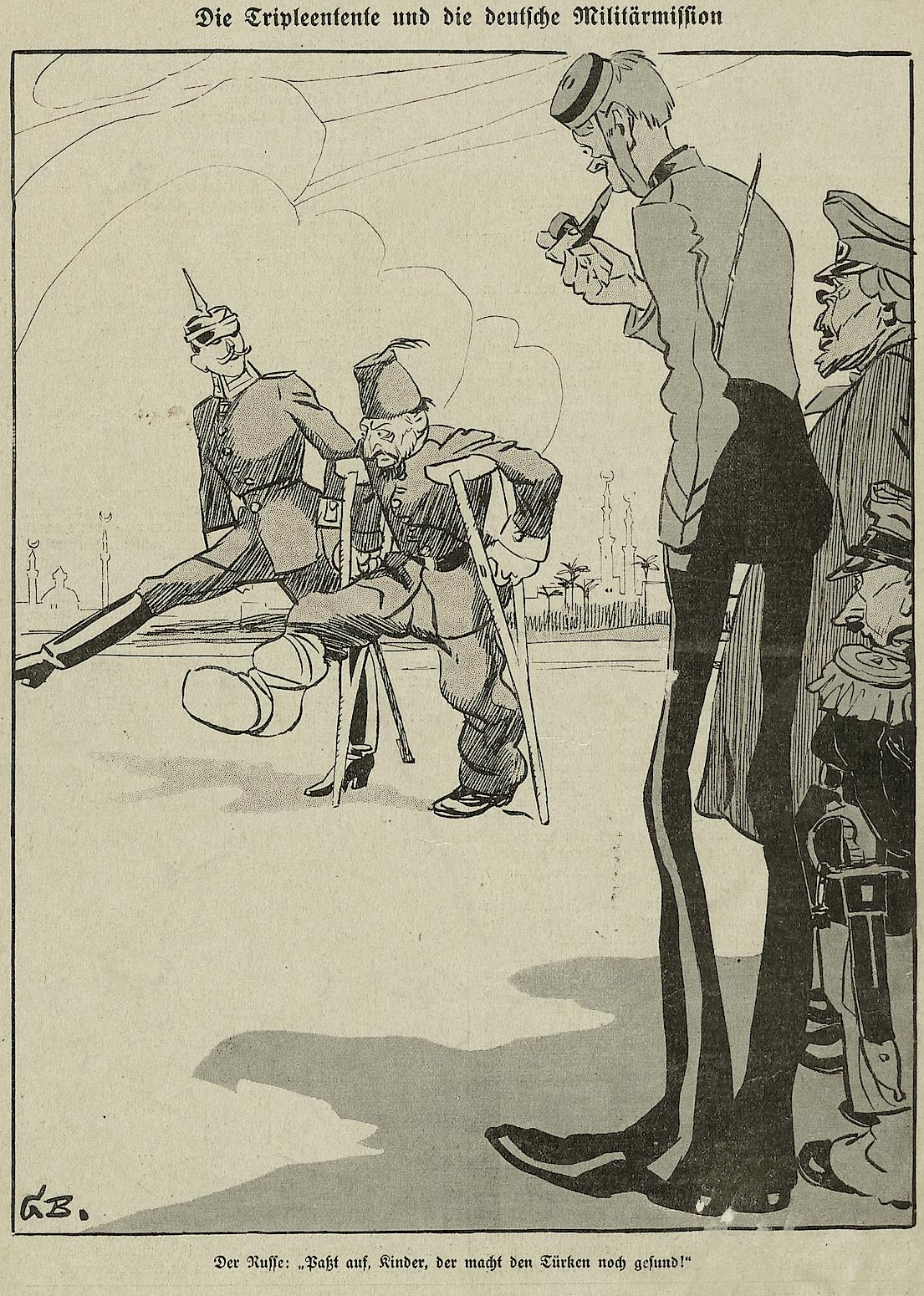
„Die Tripleentente und die deutsche Militärmission. Der Russe: ‚Paßt auf, Kinder, der macht den Türken noch gesund!‘“
In der Kladderadatsch-Karikatur von Gustav Brandt bringt ein Ausbilder dem „kranken Mann am Bosporus“ den preußischen Exerzierschritt bei (Januar 1914).

 Als „kranker Mann am Bosporus“ wurde im 19. und bis ins 20. Jahrhundert das geschwächte Osmanische Reich, aus dem später die Türkei hervorgehen sollte, von vielen Medien der damaligen Zeit persifliert. In anderen europäischen Ländern wurde das Osmanische Reich, in diesem Zusammenhang, Kranker Mann Europas „Sick man of Europe“ genannt.

## Hintergrund
Zu Beginn des 19. Jahrhunderts wurde das vormals mächtige Osmanische Reich durch Aufstände innerhalb seiner europäischen Territorien (Rumelien) geschwächt und immer mehr zum Spielball der europäischen Mächte. 1804 erhoben sich die Serben und erhielten bis 1830 eine weitgehende Autonomie. Auch die Phanariotenherrschaft in den Donaufürstentümern fand 1826 ihr Ende. In den 1820er Jahren gewann die von einigen Europäern unterstützte Unabhängigkeitsbewegung in Griechenland an Dynamik. Von 1831 bis 1841 beherrschte der ägyptische Vizekönig Muhammad Ali Pascha neben Ägypten, dem Sudan, Arabien auch die Levante und Syrien. 
Der russische Zar Nikolaus I. prägte den Spruch vom kranken Mann erstmals 1852 in einem Gespräch mit dem britischen Botschafter. Die orientalische Frage, gemeint ist der Fortbestand des Osmanischen Reiches, könne binnen kurzem ein für alle Mal gelöst werden, wenn Russland und Großbritannien sich einig seien:

„Wir haben einen kranken Mann auf den Armen. Es wäre ein Unglück, wenn er uns eines Tages entfallen sollte.“

Der russische Zar bezog sich dabei auf Sultan Abdülmecid I., der Ausdruck geriet jedoch zum sprichwörtlichen Namen für das zerfallende Osmanische Reich. Helmuth von Moltke, der sich von 1836 bis 1839 als Instrukteur der türkischen Truppen im Osmanischen Reich aufhielt, formulierte:

„Es ist lange die Aufgabe der abendländischen Heere gewesen, der osmanischen Macht Schranken zu setzen. Heute scheint es die Sorge der europäischen Politik zu sein, ihr das Dasein zu fristen.“

Die orientalische Frage wurde ein Dauerthema der Diplomatie. Russland sah die Chance, seinen Einfluss in Europa stärker geltend zu machen. Österreich sowie Großbritannien und Frankreich befürchteten eine russische Expansion, zum Beispiel im Krimkrieg, und tendierten daher dazu, ein schwaches Osmanisches Reich aufrechtzuerhalten. Sie waren der Meinung, das Osmanische Reich müsse trotz seiner gewaltigen Ausdehnung erhalten bleiben.

## Abgeleiteter Sprachgebrauch
Als „kranker Mann“ einer Region wurden oder werden auch einige andere Staaten bezeichnet, die als dringend reformbedürftig gelten, zum Beispiel die Demokratische Republik Kongo als „kranker Mann Afrikas“.
Im Jahr 2024 wurde Deutschland aufgrund seiner seit der COVID-19-Pandemie anhaltend stagnierenden Wirtschaft und insbesondere seiner industriellen Basis sowie des Rückgangs der Importe von billigem Erdgas aus Russland nach der russischen Invasion in der Ukraine am häufigsten als „kranker Mann Europas“ bezeichnet. Dies zeigt sich darin, dass Deutschland im Vergleich zum Niveau vor der Pandemie das niedrigste BIP-Wachstum unter den großen G7-Industrieländern aufweist. Bereits Ende der 1990er- und Anfang der 2000er-Jahre wurde das Land als „kranker Mann“ bezeichnet.